# 霍文 (南达科他州)
霍文（英語：Hoven），是美国南达科他州下属的一座城市。根据2010年美国人口普查，该市有人口413人。论人口在本州排行第137。